# Ministério das Infraestruturas e da Habitação (Portugal)
O Ministério das Infraestruturas e da Habitação (MIH) é o departamento do Governo de Portugal, responsável pela tutela e execução das políticas públicas respeitantes às atividades económicas, especialmente no que diz respeito aos setores das obras públicas e à habitação.